# Zygmunt Zawadowski
Zygmunt Zawadowski, ps. „de Ribeiras” (ur. 3 czerwca 1899 we Lwowie, zm. 1 września 1978 na pokładzie samolotu w rejsie pomiędzy Londynem i Genewą) – polski prawnik, urzędnik konsularny i dyplomata, minister spraw zagranicznych w Rządzie RP na uchodźstwie (1976–1978).

## Życiorys
Syn Ignacego, przedsiębiorcy naftowego, i Olgi z d. Kulczyckiej. Uczył się w Wyższym Gimnazjum Realnym im. A. Mickiewicza we Lwowie, w którym 4 czerwca 1917 zdał maturę z odznaczeniem. Był zatrudniony w charakterze nadzwyczajnego pomocnika kancelaryjnego w Sądzie Krajowym we Lwowie (1917-1918). W młodości był członkiem POW. U kresu I wojny światowej w listopadzie 1918 uczestniczył w obronie Lwowa podczas wojny polsko-ukraińskiej i został wówczas ranny. Wziął udział także w wojnie polsko-bolszewickiej (1920). Uczestniczył w akcji plebiscytowej na Spiszu i Orawie (1920). Na stopień podporucznika rezerwy został mianowany ze starszeństwem z 1 czerwca 1925. W 1934, jako oficer administracji rezerwy pozostawał w ewidencji Powiatowej Komendy Uzupełnień Warszawa Miasto III. 
Był urzędnikiem Banku Ziemskiego S.A. we Lwowie (1921-1922). Ukończył studia prawnicze z tytułem doktora praw na Wydziale Prawa Uniwersytetu Jana Kazimierza we Lwowie (1922) i w tym samym roku rozpoczął pracę w polskiej służbie zagranicznej, m.in. pracował w konsulacie w Pradze (1922), pełnił funkcje attaché konsularnego (1922-1925), następnie kierownika agencji konsularnej RP w Koszycach (1925–1928), kierownika wicekonsulatu w Użgorodzie (1928–1930), wicekonsula w kons. w Kijowie (1930–1932), pracował w Departamencie Politycznym MSZ (1932–1933), kierował konsulatem w Essen (1934–1936), ponownie pracował w Departamencie Politycznym MSZ (1936–1938). W sierpniu 1938 został mianowany kierownikiem referatu centralno-europejskiego Wydziału Politycznego MSZ. Od sierpnia 1939 był zastępcą Komisarza Generalnego Rzeczypospolitej Polskiej w Wolnym Mieście Gdańsku, 1 września 1939 został zatrzymany przez władze niemieckie, a następnie zwolniony. Przez Litwę dotarł do Francji. Po wybuchu II wojny światowej pracował dla rządu RP na uchodźstwie, m.in. jako radca/z-ca kier. referatu MSZ (1939–1940), urzędnik ambasady w Madrycie odpowiadając m.in. za pomoc dla polskich więźniów obozu w Miranda de Ebro (1940–1942), był radcą ambasady w Lizbonie (1942), oraz radcą ambasady w Kujbyszewie (1942–1943), kilkakrotnie zastępując w charakterze chargé d’affaires ad interim ambasadora Tadeusza Romera. W Teheranie kierował likwidacją ambasady w ZSRR. W październiku 1943 został kierownikiem Konsulatu RP w Bejrucie, następnie został posłem RP w Libanie (1944–1956) i Syrii (1944–1946). W kolejnych latach tolerowano jego pobyt w Bejrucie w charakterze nieoficjalnego przedstawiciela władz emigracyjnych, zachowując mu przywileje dyplomatyczne. Liban opuścił ostatecznie w 1971. Był ministrem spraw zagranicznych w rządzie Kazimierza Sabbata (1976–1978) i założycielem Instytutu Wschodniego „Reduta”.

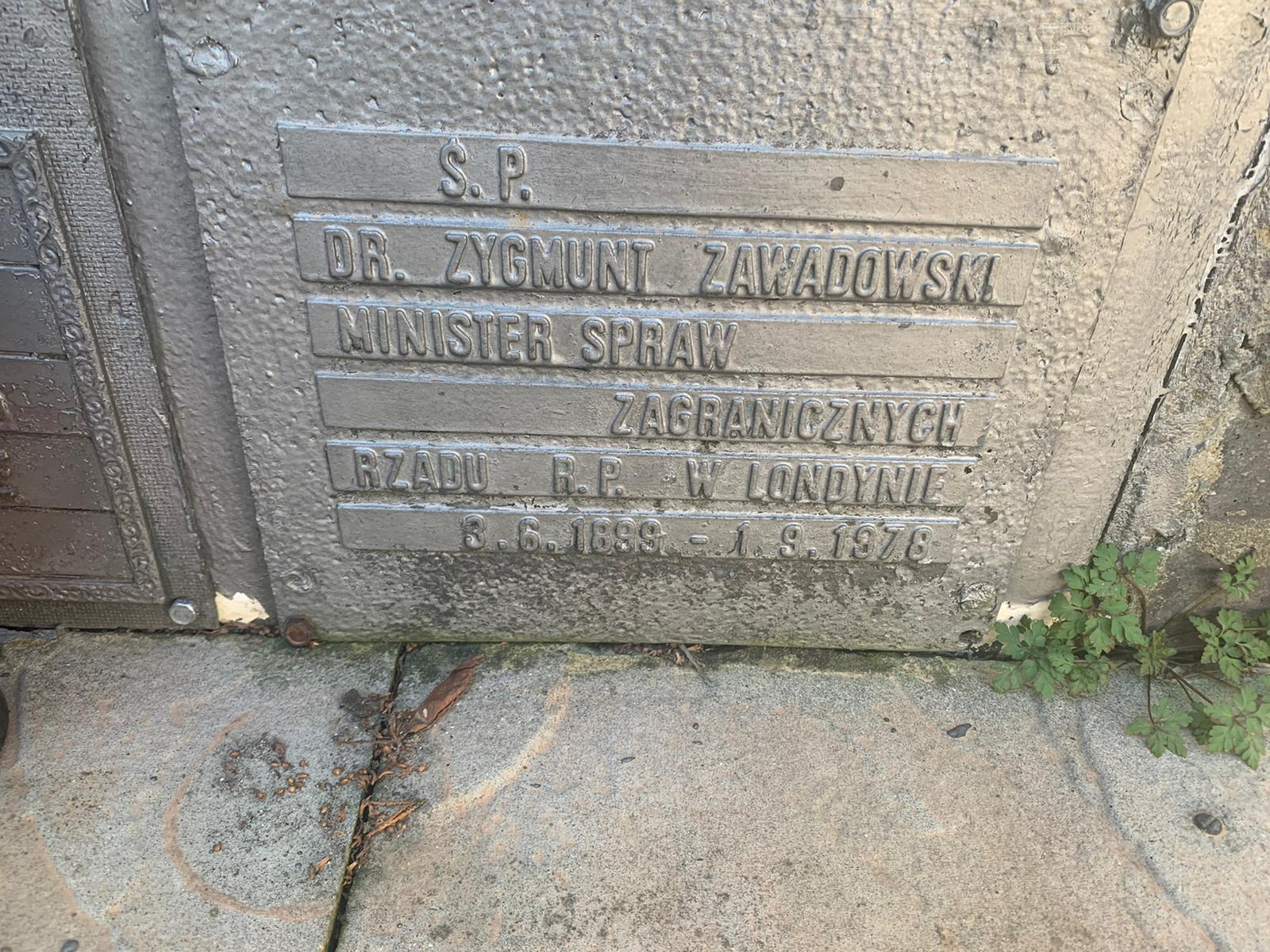
Grób Zygmunta Zawadowskiego

Pochowany w Kolumbarium przy kościele św. Andrzeja Boboli w Londynie (Stare columbarium, postument 1, strona wschodnia).

## Odznaczenia
- Krzyż Kawalerski Orderu Odrodzenia Polski (1939)[6]
- Krzyż Walecznych[7]
- Krzyż Oficerski Orderu Gwiazdy (1937, Rumunia)[8]